# Calirritmia
Calirritimia, no contexto, do ensino de música no Brasil nas décadas de 1930 e 1940 corresponde à preparação do aluno no ajuste de cada palavra do texto com o ritmo da música. Na proposta de Heitor Villa-Lobos, a calirritmia é uma das finalidades do canto orfeônico, junto à califasia e a califonia

## Origem do conceito
Para a compreensão do conceito de  calirritimia  é preciso identificar a utilização do conceito entre as décadas de 30 e 40 no  Brasil.  Neste período este termo foi empregado por Heitor Villa-Lobos em seu curso de Canto Orfeônico, porém isto não quer dizer que esta definição tenha sido criada pelo Educador Musical. Esta problematização  é importante, já que este termo também era adotado em cursos de oratória e em estudos sobre os distúrbios da voz na área da saúde. Um exemplo desta utilização diversificada, é o Manual de califasia, califonia e calirritimia e a arte de dizer de Francisco da Silveira Bueno publicado pela primeira vez em 1933.  Até hoje esta bibliografia serve de referência para estudos na área da saúde, como por exemplo a fonoaudiologia. Heitor Villa-Lobos, como  outros profissionais, de diferentes campos do conhecimento, usufruiu desta definição, vista, em sua época, como um adjetivo que caracterizava uma prática que buscava primazia,  no qual era desenvolvida para o alcance dos objetivos específicos propostos por cada uma destas áreas.
Categoria:Educação musical